# Microxina simplex
Microxina simplex är en svampdjursart som först beskrevs av Topsent 1916.  Microxina simplex ingår i släktet Microxina och familjen Niphatidae. Inga underarter finns listade i Catalogue of Life.